# マイケル・ウッズ (自転車選手)
マイケル・ウッズ（Michael Woods、1986年10月12日 - ）は、カナダ、トロント出身の自転車競技（ロードレース）選手。2021年、イスラエル・スタートアップネイションへ移籍する。

## 経歴
2013年、ガノー・ケベコールにてプロキャリアスタート。
2016年、キャノンデール・プロサイクリング・チームに移籍
2018年、リエージュ〜バストーニュ〜リエージュにて2位を獲得。ブエルタ・ア・エスパーニャ第17ステージにて逃げ切り勝利。世界選手権自転車競技大会にて3位を獲得。
一気にトップ選手の一員となった。
2021年よりイスラエル・スタートアップネイションに移籍。

## 主な戦績

### 2015年
- ツアー・オブ・ウタ　区間優勝（第5ステージ）

### 2016年
- ミラノ〜トリノ　2位

### 2017年
- グラン・プレミオ・ミゲル・インドゥライン　2位

### 2018年
- リエージュ〜バストーニュ〜リエージュ　2位
- ブエルタ・ア・エスパーニャ　区間優勝（第17ステージ）
- 世界選手権自転車競技大会　3位（ロードレース）

### 2019年
- ヘラルド・サンツアー　区間優勝（第2ステージ）
- ミラノ〜トリノ　優勝

### 2020年
- ティレーノ〜アドリアティコ　区間優勝（第3ステージ）
- ブエルタ・ア・エスパーニャ 区間優勝（第7ステージ）

### 2021年
- ツール・デ・ザルプ＝マリティーム・エ・デュ・ヴァール 区間優勝（第2ステージ）
- ツール・ド・ロマンディ 区間優勝（第4ステージ）
- ツール・ド・スイス  山岳賞

### 2022年
- グラン・カミーニョ（英語版） 区間優勝（第2ステージ）
- ルート・ドクシタニー  総合優勝（第3ステージ優勝）

### 2023年
- ルート・ドクシタニー  総合優勝（第3ステージ優勝）
- ツール・ド・フランス 区間優勝（第9ステージ）

### 2024年
- カナダ選手権　個人ロードレース 優勝
- ブエルタ・ア・エスパーニャ 区間優勝（第13ステージ）